# 中川李枝子
中川 李枝子（なかがわ りえこ、1935年9月29日 - 2024年10月14日）は、日本の児童文学作家、作詞家。夫は画家の中川宗弥（1932年 - ）。

## 来歴・人物
旧姓は大村。北海道札幌市に生まれる。遺伝学の研究者であった父親が、蚕糸試験場に転職したのを機に、4歳の時東京都杉並区天沼の父方の祖父の家に移り、小学3年生までの幼少時を過ごす。幼少期からアンデルセンや川島はるよなどの童話や絵本に親しんだ。小学校3年の時、縁故疎開で母方の実家がある札幌に姉とともに転居。札幌では空襲警報などで家にいることが多かったので、両親からもらった世界名作全集などの児童文学や、親戚や知人から譲られた『赤い鳥』『宝島』『小公子』やグリム童話などに熱中したが、祖父母の蔵書のマザーグースやブラウニングなどの外国の童謡集や詩集などにも大きな衝撃を受けたという。戦後帰京したが、間もなく父の勤務の関係で福島県福島市へ移り、高校2年の時に再び東京に戻る。中学・高校時代は岩波少年文庫に傾倒し、中でもケストナーの『二人のロッテ』に強い影響を受けた。実践女子学園高等学校を経て東京都立高等保母学院（現・都立高等保育学院）卒業。
東京都世田谷区のみどり保育園に保育士として1972年まで勤務の傍ら、執筆活動を行う。いぬいとみこ・小池タミコ・小笹正子・鈴木三枝子らの同人誌グループ「いたどりグループ」に参加し、1962年に保育園での経験をもとにした『いやいやえん』を発表。同年の厚生大臣賞・サンケイ児童出版文化賞・野間児童文芸推奨作品賞・NHK児童文学奨励賞を受賞。その後も実妹の画家・山脇百合子（旧姓・大村）とコンビで、数多くの作品を発表。岩波書店の編集者であったいぬいとみこや石井桃子からは、本の作り方や文章や絵などについて、大切なことを妹とともに数多く教わったという。1980年『子犬のロクがやってきた』で毎日出版文化賞、2013年菊池寛賞、ほか数々の賞を受賞。
その他の代表作に『ぐりとぐら』『そらいろのたね』『ももいろのきりん』など。エッセイ集に『本・子ども・絵本』がある。また、作詞家としても1988年公開のアニメ映画『となりのトトロ』のオープニングテーマ『さんぽ』 や『まいご』等数曲のイメージソングの作詞を手掛ける。また、『となりのトトロ』をテーマにした詩の絵本（絵：宮崎駿）も著している。
なお、1973年に『あそびましょパンポロリン』（NETテレビ、現・テレビ朝日）で歌われた童謡『げんこつやまのたぬきさん』の作詞者として紹介されることがあるが誤りで、正しくは香山美子である。
2024年10月14日、老衰のため死去。89歳没。

## 書籍

### 童話
- 『いやいやえん』（大村百合子絵、福音館書店） 1962年
- 『かえるのエルタ』（福音館書店） 1964年
- 『そらいろのたね』（福音館書店） 1964年
- 『ももいろのきりん』（中川宗弥絵、福音館書店） 1965年
- 『らいおんみどりの日ようび』（福音館書店） 1969年
- 『おばあさんぐまと』（中川宗弥絵、福音館書店） 1970年
- 「はじめてのゆき」（福音館書店『こどものとも』） 1970年
- 『たんたのたんけん』（山脇百合子絵、学習研究社） 1971年
- 『ガブリちゃん』（福音館書店） 1971年
- 『子ぎつねコンチとおかあさん』（講談社） 1971年、のち角川文庫
- 「くじらぐも」 （光村図書、小学校一年国語） 1971年 - 書き下ろし、初出
- 『こだぬき6ぴき』（岩波書店） 1972年
- 『たんたのたんてい』（学習研究社） 1975年
- 『おひさまはらっぱ』（福音館書店） 1977年
- 『森おばけ』（福音館書店） 1978年
- 『子犬のロクがやってきた』（岩波書店） 1979年
- 『とらたとまるた』（福音館書店） 1982年
- 『わんわん村のおはなし』（福音館書店） 1986年
- 『三つ子のこぶた』（のら書店） 1986年
- 『おはよう』（グランまま社） 1986年
- 『おやすみ』（グランまま社） 1986年
- 『けんた・うさぎ』（のら書店） 1986年
- 『なぞなぞえほん』（福音館書店） 1988年
- 『おひさまおねがいチチンプイ』（福音館書店） 1991年
- 『たかたか山のたかちゃん』（のら書店） 1992年
- 『とらたとおおゆき』（福音館書店） 1993年
- 『たからさがし』（福音館書店） 1994年
- 『くまさんくまさん』（福音館書店） 1995年
- 「とらたとヨット」（中川宗弥絵、『こどものとも』年少版8月号） 1995年
- 『はねはねはねちゃん』（福音館書店） 1998年
- 『おてがみ』（福音館書店） 1998年
- 『こぶたほいくえん』（福音館書店） 2001年
- 『くまのこくまきち』（チャイルド本社） 2001年
- 『ちいさいみちこちゃん』（福音館書店、<こどものとも>セレクション） 2006年
- 『ねことらくん』（福音館書店、<こどものとも>傑作集） 2006年
- 『ねこのおんがえし』（のら書店） 2007年
- 『いたずらぎつね』（のら書店） 2008年

#### 「ぐりとぐら」
- 『ぐりとぐら』（大村百合子絵、福音館書店） 1967年
- 『ぐりとぐらのおきゃくさま』（山脇百合子絵、福音館書店） 1967年
- 『ぐりとぐらのかいすいよく』（福音館書店、<こどものとも>傑作集） 1977年
- 『ぐりとぐらのえんそく』（福音館書店、<こどものとも>傑作集） 1983年
- 『ぐりとぐらとくるりくら』（福音館書店、<こどものとも>傑作集） 1992年
- 『ぐりとぐらの1ねんかん』（福音館書店） 1997年
- 『ぐりとぐらのあいうえお』（福音館書店） 2002年
- 『ぐりとぐらのおおそうじ』（福音館書店） 2002年
- 『ぐりとぐらのうたうた12つき』（福音館書店） 2003年
- 『ぐりとぐらとすみれちゃん』（福音館書店、<こどものとも>傑作集） 2003年
- 『ぐりとぐらの1・2・3』（福音館書店） 2004年

### エッセイ
- 『本・子ども・絵本』（大和書房） 1982年、1997年改訂版　2018年一部増補し文藝春秋から文庫化
- 『素晴らしき動物たち 思いやりのある子を育てるために』（中川志郎との対談、フレーベル館） 1985年
- 『絵本と私』（福音館書店） 1996年

### 作詞
- いたずらこねこ（作曲：原博）
- 一年生のうた（作曲：斎藤ネコ）
- 香川県立保育専門学院院歌（作曲：大出孝祐）
- カステラのうた（作曲：古市久子）
- きりんのキリカ（作曲：栗原泰子）
- くじらとり（作曲：野見祐二）
  - ぞうとらいおんまる
- くまさんのおでかけ（作曲：高橋正道、奥村美恵子）
- ぐりとぐらのうた（作曲：小林喜久子、峯陽）
- ごきげんわにさん - （歌：矢野顕子、作曲：小森昭宏・編曲：矢野顕子）
- 駒沢オリンピック公園（作曲：越部信義）
- 手をつなごう（作曲：諸井誠、まど・みちお）
- となりのトトロイメージソング集より（作曲・編曲：久石譲）
  - さんぽ - 映画『となりのトトロ』オープニングテーマ
  - まいご - 映画『となりのトトロ』イメージソング
  - すすわたり - 映画『となりのトトロ』イメージソング
  - おかあさん - 映画『となりのトトロ』イメージソング
  - ねこバス - 映画『となりのトトロ』イメージソング
  - ふしぎしりとりうた - 映画『となりのトトロ』イメージソング
- とびだせたんけんたい（作曲：青島広志）
- とんとん体操（作詞：まど・みちお、作曲：湯浅譲二）
- はる（作曲：斎藤ネコ）
- ぼろ市かぞえうた（作曲：越部信義）
- まど（作曲：三宅榛名）
- まりちゃんのこもりうた（作曲：菊地雅春）
- ゆうき（作曲：村松崇継）

第81回 NHK全国学校音楽コンクール 小学校の部 課題曲

## テレビ番組

### 出演
- 女性手帳「米と日本人」（1971年10月11日 - 同年10月15日、NHK総合）

### 構成
- よくみよう